# Distaplia pallida
Distaplia pallida är en sjöpungsart som beskrevs av Kott 1990. Distaplia pallida ingår i släktet Distaplia och familjen Holozoidae. Inga underarter finns listade i Catalogue of Life.